# Ben Stack
Ben Stack is een berg in Sutherland, Schotland. Ben Stack is 721 m hoog. De berg ligt ten zuidoosten van Laxford Bridge en ten noordwesten van Loch More en de plaats Lairg. Loch Stack ligt aan de oostzijde van Ben Stack.
De beklimming van Ben Stack wordt als matig gemakkelijk beschouwd, zowel omwille van zijn hoogte als zijn bereikbaarheid vanaf de A838. Hij kan zowel vanaf het zuidoosten als het noordwesten worden beklommen.
Op 6 augustus 2005 overleed Robin Cook, voormalig minister van Buitenlandse Zaken in een ziekenhuis in Inverness nadat hij dezelfde dag onwel werd ingevolge een hartaanval bij het afdalen van Ben Stack.

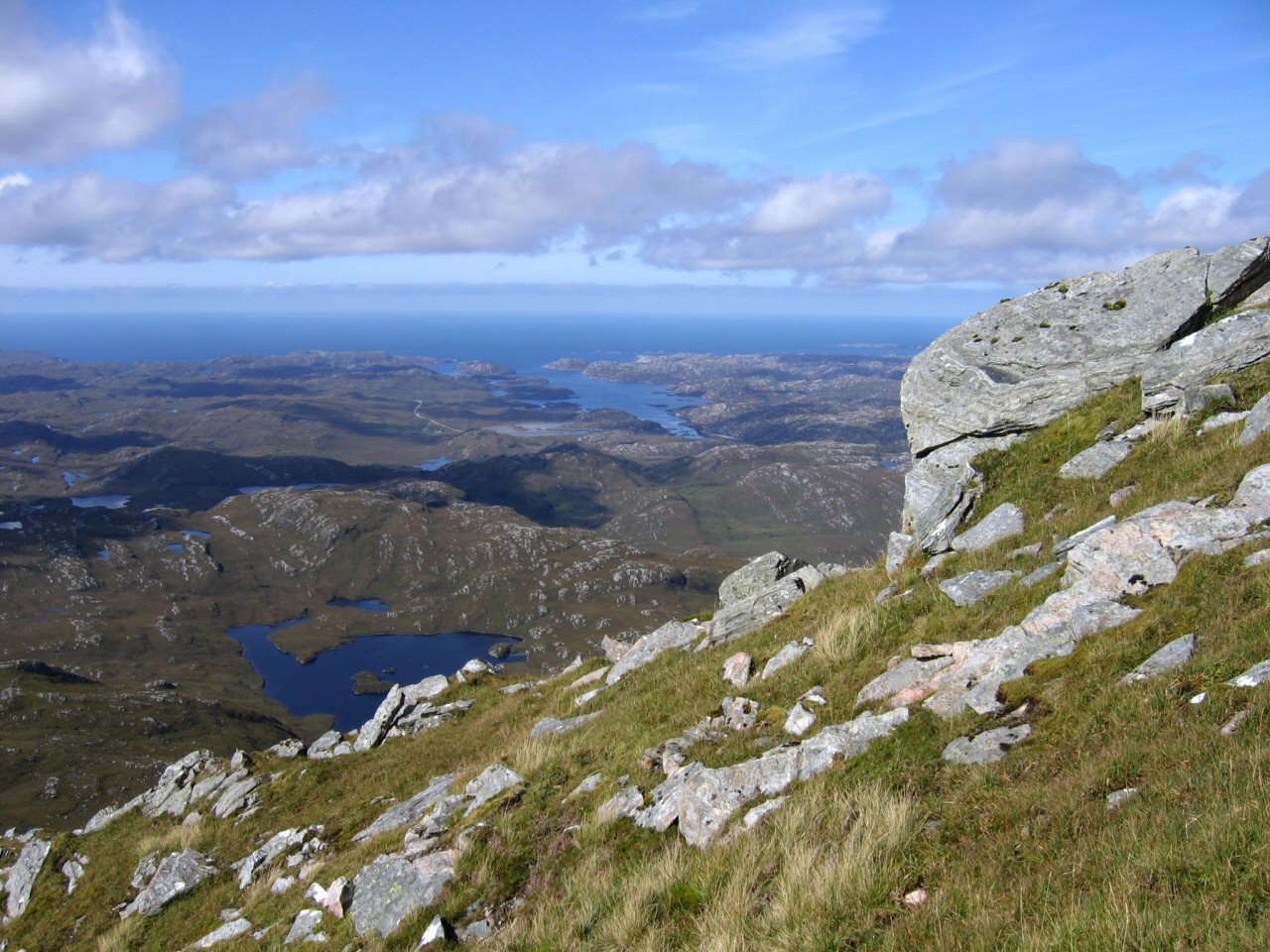
Ben Stack met zicht naar het westen
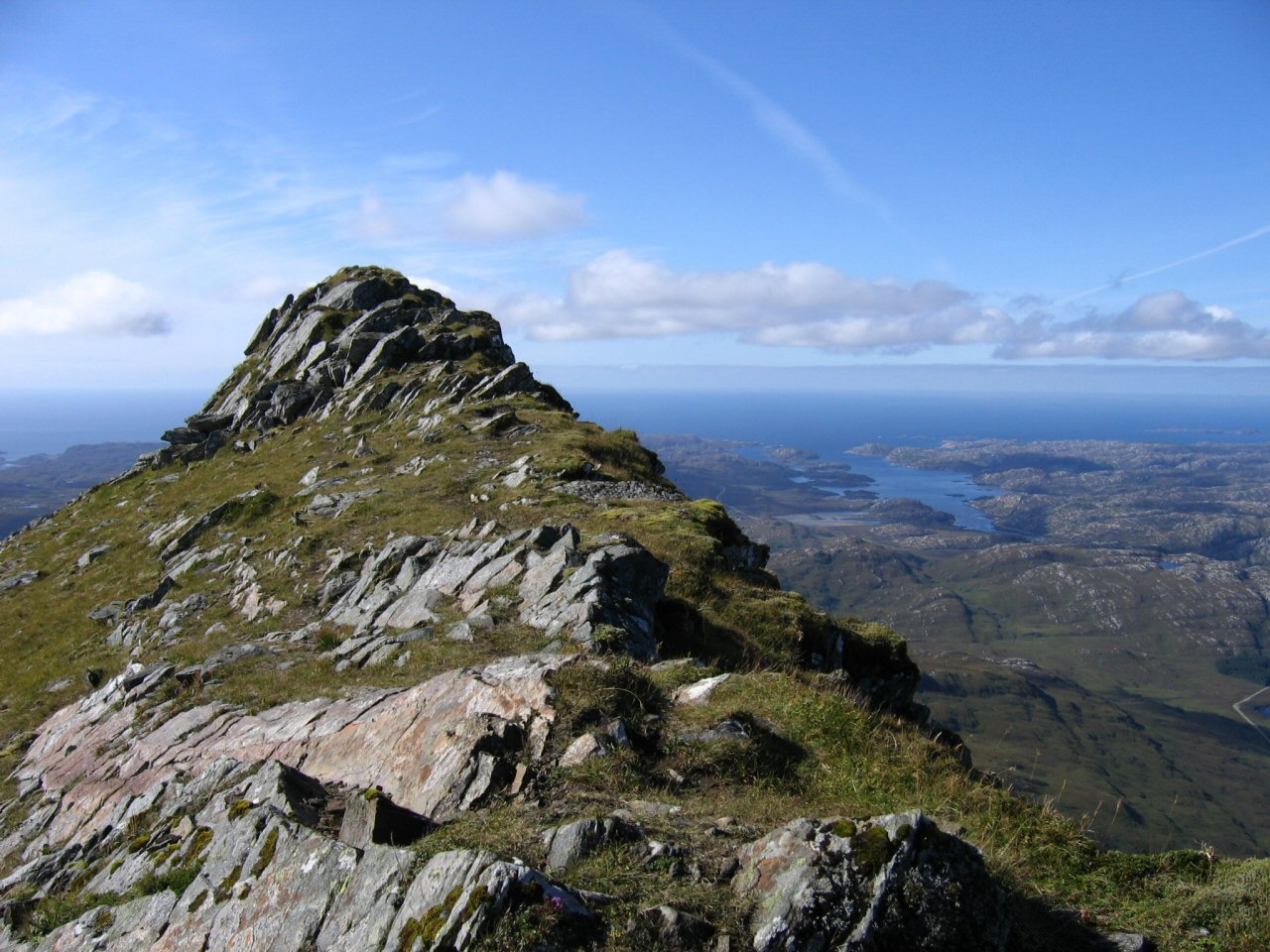
De richel